# 多邊戀

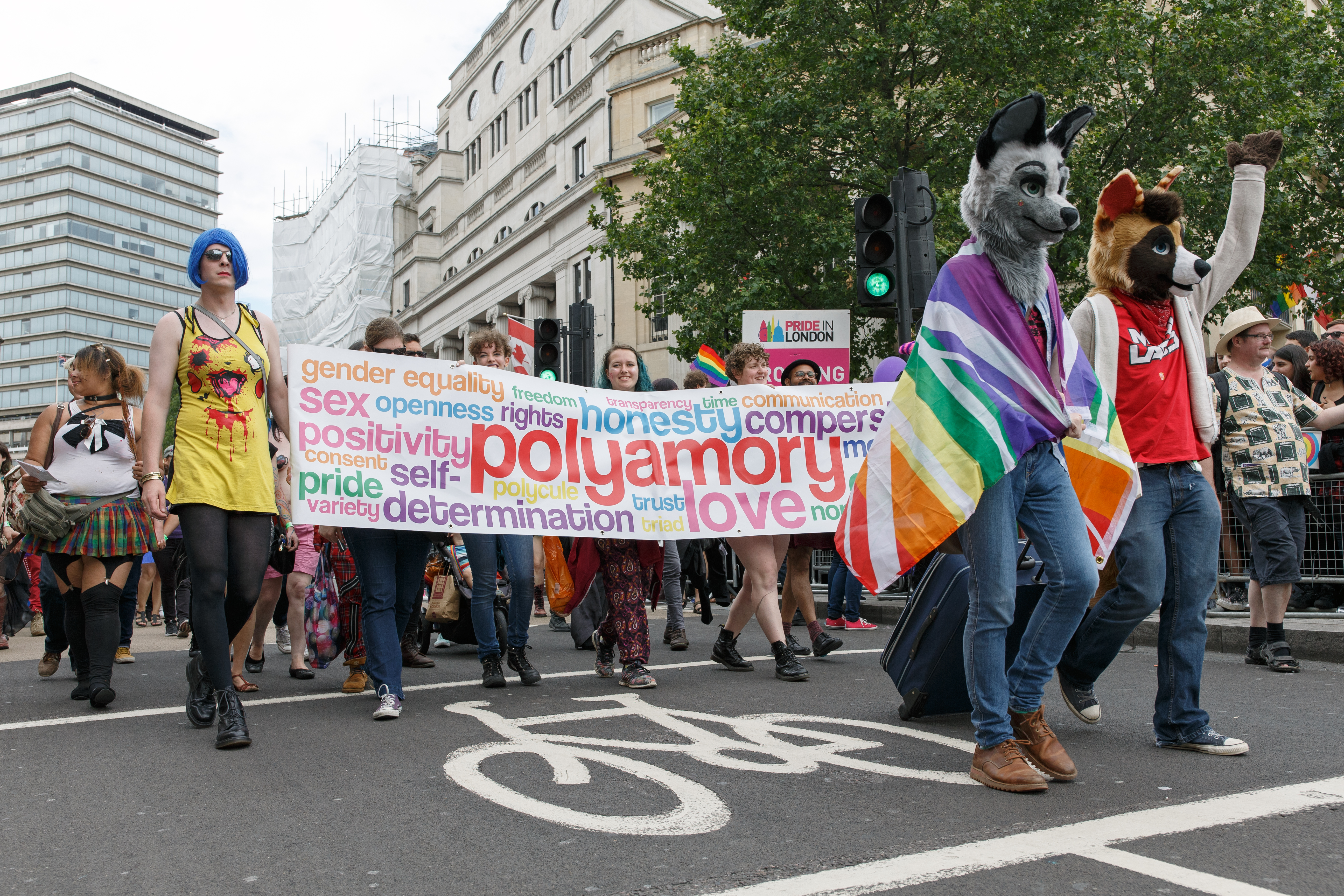
多元之愛遊行

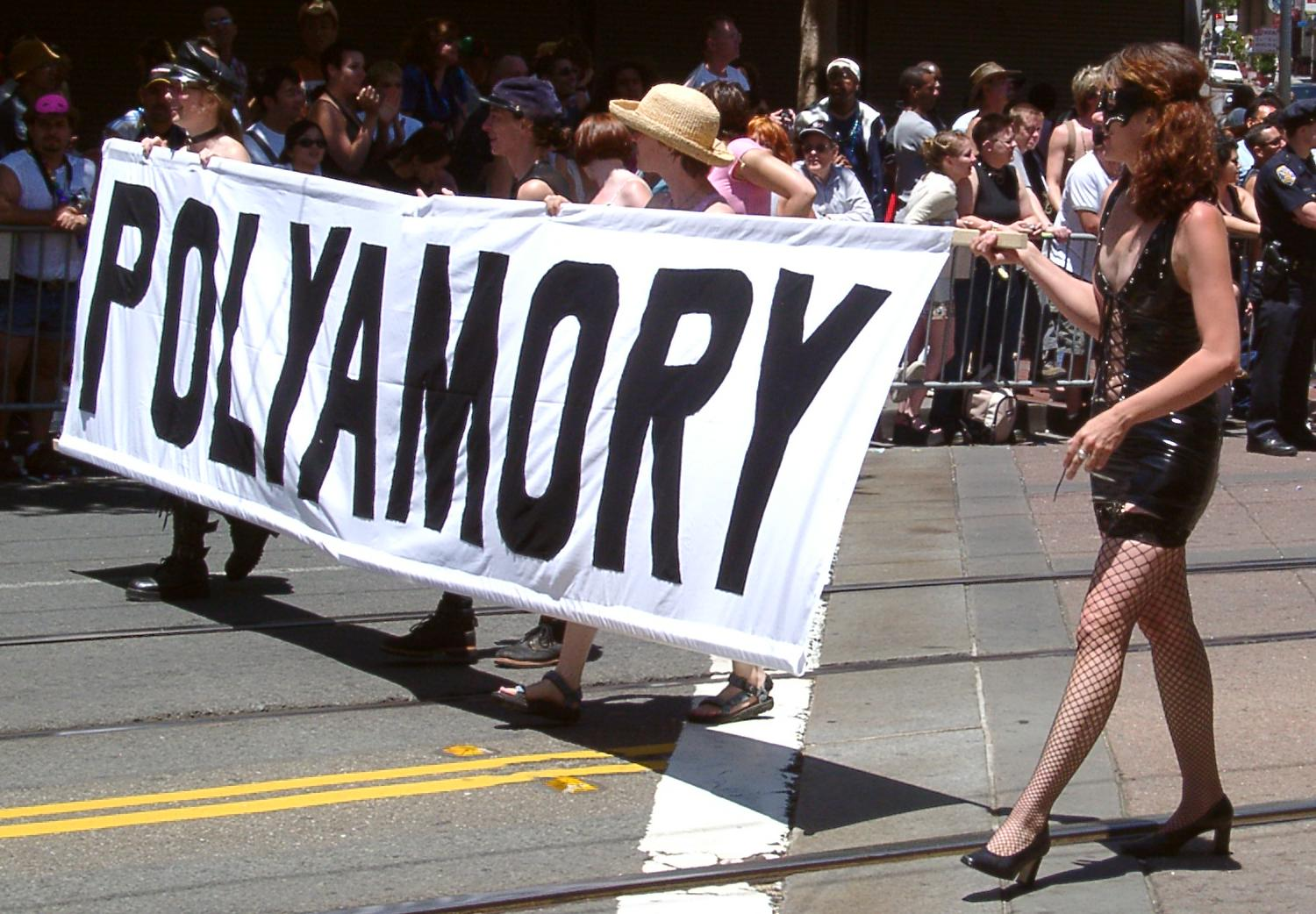
支持多元之愛的遊行

多元之愛符號

多元之愛（源自希臘語 「多」與拉丁語 「愛］），又稱多愛、多邊戀、多重伴侶關係，指關係中人數大於「兩人一對一」且參與者皆知情同意的浪漫、戀愛、交往、伴侶等關係。例如一人同時與兩人或以上交往，在此親密關係中多方知情同意與其他交往者的關係。有些多元之愛屬於开放式关系，反對將「排他性」作為長久、深入、忠誠關係的前提；而有些多元之愛關係閉合而排他，稱爲多忠、多角忠誠或多角忠貞（Polyfidelity），將性活動及情感親密局限於其組合内部。
多元之愛有時被擴大化用作統稱非一對一伴侶關係的各類型親密關係。其用法反映言説者的個人旨趣，然而爱、亲密、诚实、正直、平等、沟通、承诺是其中常有的主題或價值觀。

## 多角忠貞
多角忠貞（Polyfidelity）是多元之愛的樣式之一。若為婚姻，亦屬多配偶制的樣式之一。多角忠貞的組合之中，人人平等，可以與組合内任何其他成員同時存有亲密关系，並承諾浪漫或性關係僅限於組合内部，不允許與外人保持親密、浪漫或性關係。惟經所有成員一致同意，才能加入新成員。因此，多角忠貞與一般的單配偶制都屬於排他性關係，而不只有別於人數。
1848年成立於紐約州奧奈達的奧奈達公社被視爲多角忠貞的起源。英語詞“多角忠貞（Polyfidelity）”則首創于1956年在紐約成立的Kerista公社的“新部落（New Tribe）”。

## 概念辨析
“开放式关系（Open relationship）”一词有时被用作“多元之爱”的同义词，但二者实质不同。开放式关系以既有的亲密关系為中心“开放”性關係或浪漫關係；而多元之爱著重在愛，且可愛戀不止一人。二者实例有交集，但互不包含。一个多元之爱组合可能是开放式关系，也可能是排他性关系，后者又稱多角忠貞，不容许组合以外的人介入亲密关系。有些开放式关系仅許愛一人，即僅容性關係或浪漫關係開放；有些开放式关系可以愛多人，后者即属多元之爱。
非一對一伴侶關係（Non-monogamy）或與多元之愛混淆。非一對一伴侶關係是涵蓋一切不嚴格遵循單一伴侶關係的親密關係的雨傘術語，無論有無知情合意，故而包含合意的非一對一伴侶關係，即包括多元之愛。
多配偶制（Polygamy）時與多元之愛混淆。多配偶制則屬配偶制度，配偶是正式或事實上的結合；而多元之愛著重在愛，不論結合與否。因此二者不同。

## 實況
1997年，美國Dossie Easton及Janet Hardy出版《道德浪女 (The Ethical Slut)》，深入討論女性觀點之多重關係。隨著性認同與性傾向的漸趨多元，現有第三版本的討論已擴及男性、酷兒與性少數者的多重關係。
截至2019年，逾二成美國人在人生中嘗試過合意的非一對一的伴侶關係。据引心理學家Jessica Fern，截至2020年9月，約有4%即近1600萬美國人正在實踐非一對一的伴侶關係。金賽性、性別與生殖研究中心估計2009年7月在美國有五十萬公開的多元之愛家庭。
2017年，加利福尼亚州首度有三位男子在其嬰孩的出生證明上一并登記為父親。2018年6月，紐芬蘭與拉布拉多省一個法庭承認三位未婚的成年人是他們所組成的多元之愛家庭的孩子的合法父母；据信是爲加拿大司法首例。此三成年人包括孩子的生母與兩位男子。2021年4月，不列颠哥伦比亚省最高法院宣判一位女子是一個三角家庭的第三合法父母。
2020年6月，麻薩諸塞州萨默维尔市議會票決承認該市的多元家庭伴侶關係，為全美第一。2021年3月，麻薩諸塞州剑桥市議會修改該市法律，規定家庭伴侶關係不必僅限於二位伴侶，次月該州阿靈頓鎮亦作同樣的批准。